# Schwarzhand-Springaffe
Der Schwarzhand-Springaffe (Cheracebus medemi, Syn.: Callicebus medemi) ist eine Primatenart aus der Unterfamilie der Springaffen innerhalb der Familie der Sakiaffen (Pitheciidae). Er galt ehemals als Unterart des Halsband-Springaffen.

## Merkmale
Schwarzhand-Springaffen sind wie alle Springaffen relativ kleine Primaten mit einem flauschigen Fell und einem langen, buschigen Schwanz. Dieser ist länger als der Körper und kann nicht als Greifschwanz eingesetzt werden. Das Fell ist überwiegend schwarz gefärbt, im Gegensatz zu nah verwandten Arten auch die Hände. Der Kopf ist klein und rundlich, entlang der Kehle erstreckt sich jeweils bis zu den Ohren eine weiße oder gelbe, halsbandähnliche Zeichnung.

## Verbreitung und Lebensraum

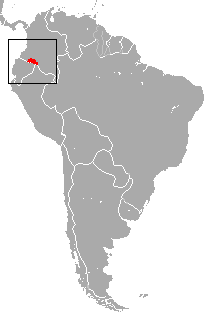
Verbreitungsgebiet (rot)

Schwarzhand-Springaffen sind auf das südliche Kolumbien beschränkt. Ihr Verbreitungsgebiet liegt in den Departamentos Caquetá und Putumayo. Lebensraum dieser Art sind Wälder.

## Lebensweise
Die Lebensweise der Schwarzhand-Springaffen ist kaum bekannt, sie dürfte mit der der übrigen Springaffen übereinstimmen. Springaffen sind tagaktive Baumbewohner, die sich entweder auf allen vieren oder mit Sprüngen durch das Geäst bewegen. Sie leben in Familiengruppen, die sich aus einem monogamen Paar – bei dem Partner oft lebenslang zusammenbleiben – und dem gemeinsamen Nachwuchs zusammensetzen. Sie sind territorial, mit gemeinsamen Duettgesängen weisen die Paare andere Tiere auf das eigene Revier hin. Ihre Nahrung besteht in erster Linie aus Früchten. In geringerem Ausmaß nehmen sie auch andere Pflanzenteile und Insekten zu sich. Wie bei allen Springaffen dürfte sich der Vater intensiv an der Aufzucht der Jungen beteiligen, er ist der hauptsächliche Träger und übergibt das Kind der Mutter nur zum Säugen.

## Gefährdung
Schwarzhand-Springaffen bewohnen ein kleines Verbreitungsgebiet, das stark von Waldrodungen in Mitleidenschaft gezogen hat, hinzu kommt die Bejagung. Die IUCN listet die Art als „gefährdet“ (vulnerable).